# Calanus jashnovi
Calanus jashnovi is een eenoogkreeftjessoort uit de familie van de Calanidae. De wetenschappelijke naam van de soort is voor het eerst geldig gepubliceerd in 1994 door Hulsemann.